# Georg Hermann Schröder

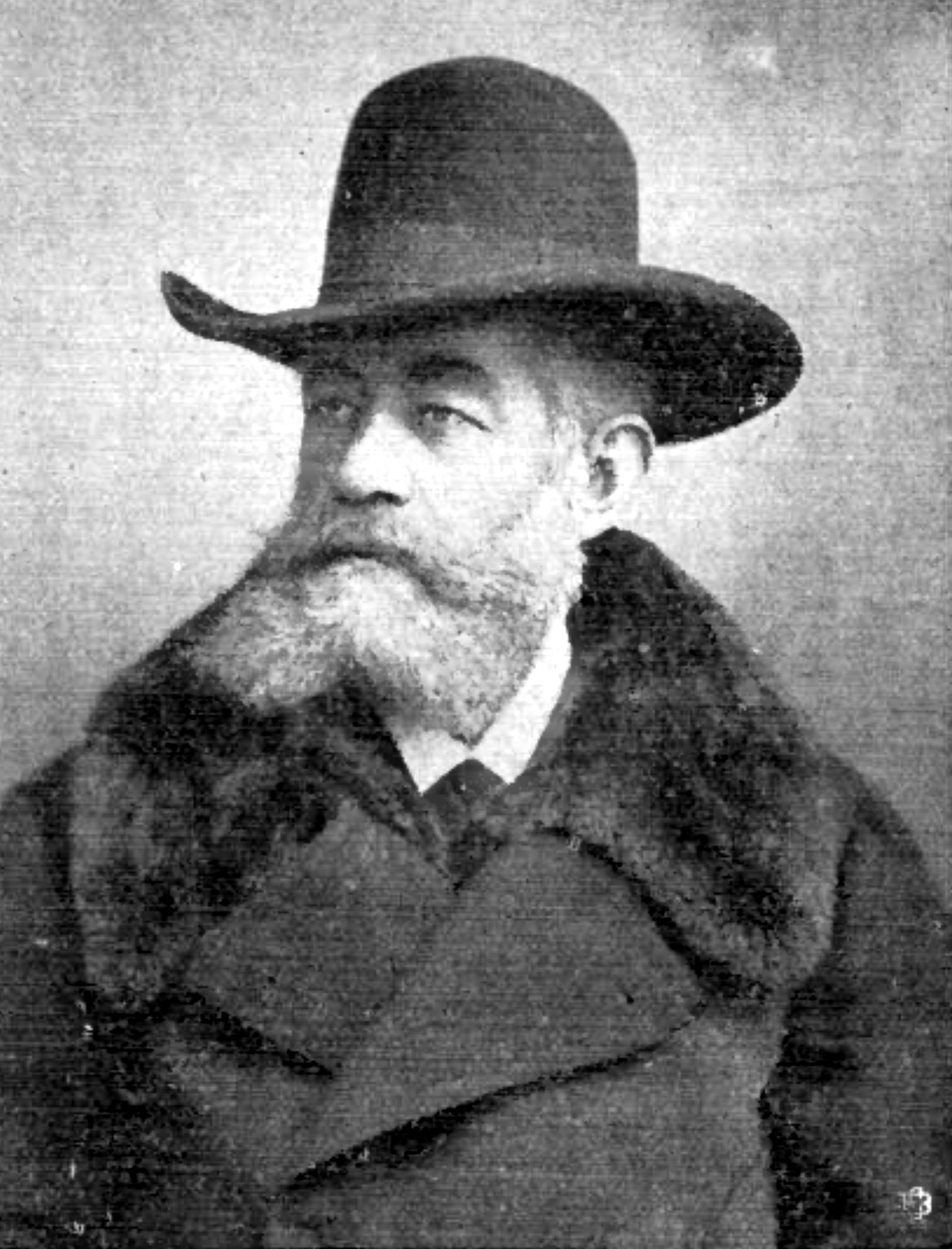
Georg Hermann Schröder

Georg Hermann Schröder (* 26. November 1832 in Osnabrück; † 19. September 1911 in Lübeck) war ein deutscher Lehrer und Schulrat. Er reorganisierte als erster Schulrat der Hansestadt das lübeckische Bildungswesen und baute das gesamte lübeckische Volks-, Mittel- und Landschulwesen auf.

## Leben
Nach dem Gymnasium seiner Vaterstadt besuchte er für drei Jahre, bis Michaelis 1853, das dortige Schullehrer-Seminar. Nach den bestandenen Prüfungen war er von 1853 bis 1856 „erster Lehrer“ im osnabrückischen Berge und stand zugleich einem Privatinstitut vor. Für weitere Studien ging er nun ins Ausland. Zunächst tat er dies an der Akademie in Lausanne, dann 2 ½ Jahre neusprachliche Mathematik und Naturwissenschaften an der Sorbonne in Paris und trat 1860 an Carringtons Sternwarte zu Redhill bei London als astronomischer Gehilfe an. Als er 1861 nach Deutschland zurückkehrte, wurde er Rektor der Bürgerschule zu Melle erwählt und machte sie in den folgenden acht Jahren zu einer Musteranstalt. Er promovierte mit seiner Schrift „Über Sonnenfleckenbeobachtungen im Jahre 1861“ in Göttingen, legte sein Examen pro facultate docendi (Vorläufer des Staatsexamens) ab, und erlangte die Würde eines Doktors der Philosophie. Die Behördem wurden auf ihn aufmerksam und beriefe ihn 1869 in Hameln und 1872 in Harburg in das Amt eines Kreisschulinspektors. Dort war er gleichfalls Leiter (Direktor) der höheren Töchterschule.
Als man sich 1874 in Lübeck dazu entschloss, sein hinter anderen deutschen Staaten zurückgebliebenes Volksschulwesen zu reformieren und zu diesem Zweck die Stelle eines Schulrats erschuf, erschien Schröder der geeignetste Mann für das Amt zu sein. So kam er Neujahr 1875 in die Hansestadt und wurde am 18. Januar in sein Amt eingeführt. Fast alle Schulen waren Privat-, Kirchen- und Stiftungsschulen. Die Schulräume waren klein, muffig, staubig, dumpf, ohne genügendes Licht und frische Luft. Die Schul- und Spielhöfe sowie die Bedürfnisanstalten waren unzumutbar. Einen Lehrerstand kannte man noch nicht, sondern es war eher eine Schul- oder Lehrerzunft. Der Besitzer oder Leiter einer Privatschule war der Schulmeister, der sich in genügender oder ungenügender Zahl seine Schulgesellen und Schullehrlinge hielt. Diese sind mit wirklichen Lehrlings- und Gesellenbriefen verpflichtet worden.

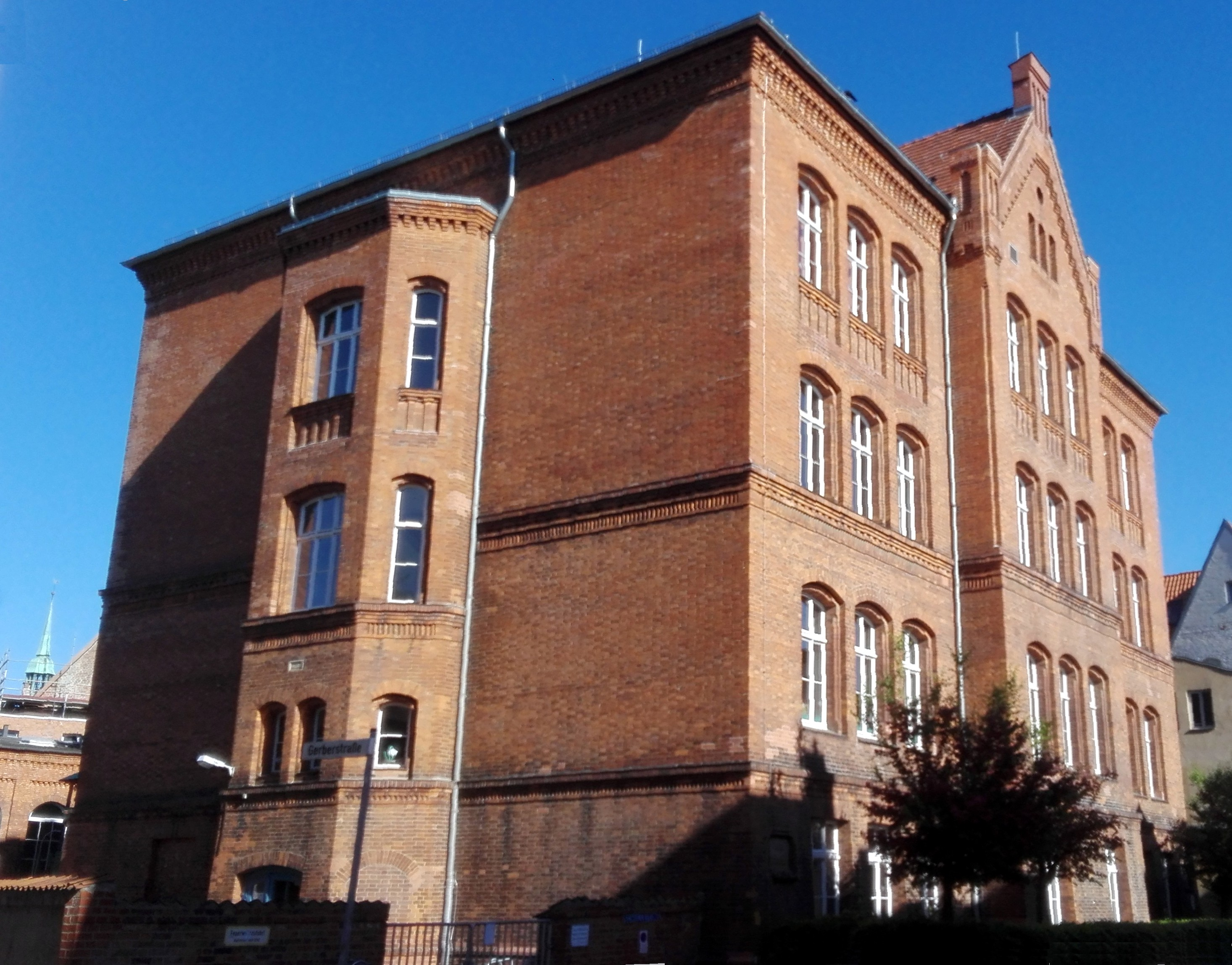
Ehem. Marien-Knabenschule

Während in allen deutschen Städten noch die verschiedensten Schulsysteme bunt nebeneinander standen und der große Pädagoge Friedrich Wilhelm Dörpfeld in einer besonderen Schrift noch das Vierklassige System als das allein richtige anpries, führte Schröder schon das achtklassige System nach und nach für alle städtischen Volksschulen ein. Dieses sollte vorbildlich für alle Volksschulen im ganzen deutschen Vaterlande werden. Als Erstes hatte er die Marien-Knabenschule reorganisiert und die anderen folgten allmählich der Verstaatlichung. Sie wurden mit mehreren ständigen Lehrern neben den Hauptlehrern besetzt, mit besseren Lehrmitteln ausgestattet und in neue Gebäude gebracht.
Als Nächstes kamen die Mittelschulen unter die staatliche Aufsicht und wurden neunklassig. Auch sie zogen in neue, helle, luftige, gesunde Schulhäuser und nahmen einen ungeahnten Aufschwung. Das gesamte Landschulwesen, dessen Verhältnisse wesentlich schlimmer als die in der Stadt waren, ging 1886 in die Staatshand über.

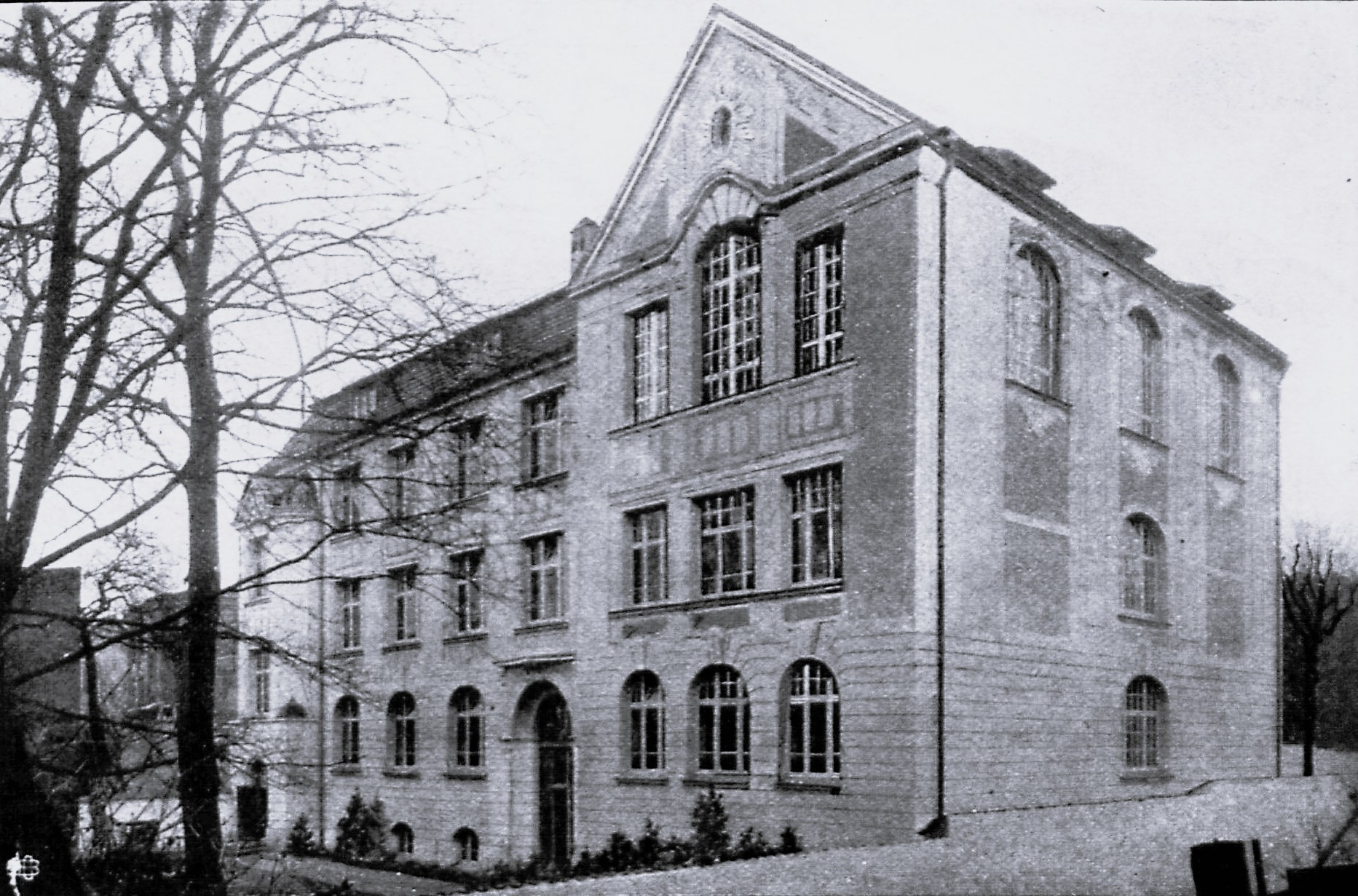
Schullehrer-Seminarhaus

Neben den äußeren Veränderungen mussten jedoch auch innere vorgenommen werden. Schröder ließ die alte Schulzunft verschwinden und schuf den neuen Lehrerstand. Am 17. Oktober 1885 wurde das „neue Unterrichtsgesetz“ veröffentlicht. Mit der Einrichtung einer staatlichen Lehrerinnen-Bildungsanstalt, der Präparandenanstalt und der Verstaatlichung des Lehrer-Seminars war der Kreis der großen Erneuerungsarbeiten so gut wie geschlossen. Der Schulrat ging als Lehrer und Erzieher dem Stand als Vorbild damit voran, dass er sich tüchtige Lehrer aus Lübeck und den Nachbarländern als Helfer an die Seite stellte.
Das Schulwesen des Kleinstaates wurde von Schröder eng mit den Preußens verknüpft. So wurde zur Hebung des Lehrerstandes auch hier 1886 eine zweite Prüfung für notwendig. So konnten begabte und weiterstrebende Hauptlehrer auch in jeder Provinz Preußens ihre Mittelschul- und Rektorprüfung ablegen. So, sein Anspruch war „Die Methode ist die Beste, mit der man die besten Leistungen erzielen kann!“, suchte er jene in die besser besoldeten Stellen zu bringen, die die meisten und besten Examina abgelegt hatten. Die Fähigkeiten der ihm Untergebenen konnte er stets treffend beurteilen.
Eine besondere Wertschätzung genoss Schröder in den Kreisen der Haupt- und der Bezirksschullehrer. Die Bezirksschulen bereiste er mehrfach im Jahr. Für die Landschullehrer wurden Wanderkonferenzen eingerichtet. Nach einigen Musterlektionen des betreffenden Lehrers fand deren Besprechung im Kreise der Erschienenen statt. Auf diesem Wege erhielten alle Teilnehmer eine berufliche Förderung. Schröder wusste meisterhaft, vorbildlich und anschaulich zu unterrichten. Bei Prüfungen, Wanderkonferenzen und Inspizierungen seiner Landschulen nahm er häufig den Unterricht selbst auf, er erschloss sich vorsichtig, schrittweise den Wissensschatz der Kinder und bot Musterlektionen so einfach, volkstümlich und lebendig dar, dass er sowohl Kinder als auch Lehrer begeisterte.
Neuerungen in schulpolitischen Fragen verschloss sich Schröder nicht. So hatte er die durch das Unterrichtsgesetz bestimmte Einführung von Freischulen lange gutgeheißen und verteidigt. Später hatte er jedoch die Notwendigkeit zweier Volksschulgattungen angezweifelt und war zuletzt für die Aufhebung der Freischulen und die Staffelung des Schulgeldes nach dem Einkommen der Eltern eingetreten.
Der Bürgermeister Wilhelm Brehmer hatte Schröder einst als „ein Finanzgenie“ bezeichnet, da sich dieser selbst so anspruchslose Mann mit den denkbar geringsten Mitteln in seinem Verwaltungskreis einzurichten wusste. Zur Erledigung der laufenden Bürogeschäfte hatte er jahrelang morgens zwei Seminaristen für ein oder zwei Stunden bevor die Mitteilungen dann in Mappen an die Schulen in Umlauf gingen. Da die Seminaristen den Schulen morgens zur Verfügung standen, kostete dies kein besonderes Geld. Nach der Verstaatlichung des Seminars keine Seminaristen mehr zu haben waren, ließ er sich einen älteren, im Schulwesen gut bewanderten Hilfslehrer als Schreiber zuweisen. Die Lehrerinnen-Bildungsanstalt hatte Schröder so eingerichtet, dass, wie er öfter Stolz hervorzuheben wusste, „den Staat keinen Pfennig kostete“. Als 1904 und 1905 eine andere Einrichtung der Anstalt gewünscht wurde, widersetzte er sich dem bis zuletzt. Waren doch die bis dahin dort ausgebildeten Lehrerinnen nicht nur für Lübeck, sondern auch für Preußen, das eine Reihe Lehrerinnen aus Lübeck erhielt, tüchtig genug. Ergo lag kein Grund für eine Änderung vor. Zudem hätte die Anstalt nach einer Änderung den Staat Geld gekostet. In Lübeck war er Mitglied der Freimaurerloge Zur Weltkugel.
Am 1. Mai 1905 sollte der erste Schulrat in Lübeck in den Ruhestand treten. Da aber sein Nachfolger damals noch nicht gewählt werden konnte, fand sich Schröder dazu bereit, die Geschäfte bis zum Amtsantritt des neuen Schulrats weiter zu führen. Fern der Heimat, suchte er danach in Südtirol seine angegriffene Gesundheit wiederzuerlangen.